# 加泰罗尼亚历史
加泰罗尼亚是位于伊比利亚半岛东北部的一块领土，最初是由几个洛林帝国（800-888）的县组成，这些县的位置坐落在旧加泰罗尼亚以及目前安道尔和鲁西永大致重合的领土，之后加泰罗尼亚地区在漫长的中世纪完成了扩展和统一。
先是一些最东边的县被并入巴塞罗那并在所谓的阿拉贡王权（1162年）中与阿拉贡王国形成了王朝联盟的一部分，之后Urgel县一直保持着自己的独立王朝直到1413年，而Pallars Sobirá县则一直保持着自己的独立王朝直到1491年。
现今西班牙加泰罗尼亚拥有着悠久的历史。加泰罗尼亚是西班牙行省最早被罗马帝国征服的地区。之后形成阿拉贡联合王国。随着伊莎贝拉一世与费尔南多二世的结合，加泰罗尼亚成为西班牙的一部分。

## 史前加泰罗尼亚
人类在今加泰罗尼亚地区定居最早可以追溯到旧石器时代中期。

## 伊比利亚文化的兴起
在公元前8世纪，此地的人们已经开始使用铁器。至公元前5世纪，铁器时代的伊比利亚文化在伊比利亚半岛东部得到稳定发展。

## 罗马时代
在迦太基被罗马击败之后，当地伊比利亚部落反抗罗马的统治。至公元前195年，罗马帝国最终征服这一地区。罗马的征服使得当地人们融入共同的罗马文化。

## 古典后期至封建时期
罗马帝国3世纪危机沉重影响了加泰罗尼亚地区。这一时期，有证据显示基督教开始传入该地区。

## 加泰罗尼亚、阿拉贡和卡斯蒂利亚
至12世纪，巴塞罗那伯国开始向外扩展。
加泰罗尼亚成为阿拉贡联合王国海军的重要基地。
1469年，随着费尔南多与伊莎贝拉的婚姻，阿拉贡和卡斯蒂利亚实现王朝联合。

## 收割者战争
收割者战争始于巴塞罗那农民起义，原因是1628年西班牙首相奥利瓦雷斯公爵違反傳統法規，不經議會同意而加稅與終集權中央，導致1640年大規模起義的收割者戰爭。

## 拿破仑战争
1790年代，由于法国大革命和法国革命战争，新的冲突在与法国边境发生。1808年，在拿破崙戰爭期间，加泰罗尼亚被将军Guillaume Philibert Duhesme的军队占领。西班牙军队撤退，但民间抵抗力量此起彼伏，最终发展成为半岛战争。

## 當代 ( 1939年至今 )

### 民主政体
佛朗哥逝世後，西班牙進入民主轉型期，加泰隆尼亞依照新的1978年《西班牙憲法》重新建立了自治政府，是為一個自治區。

### 独立进程
2017年10月27日，加泰罗尼亚宣布独立，成立加泰罗尼亚共和国。

## 外部連結
- History of Catalonia[永久]
- Museum of the History of Catalonia（页面存档备份，存于）
- The Spirit of Catalonia. 1946 book by Oxford Professor Dr. Josep Trueta
- The Spanish March at Convergence
- Videos of the "Jornades d'Història i Censura", 2011, Barcelona（页面存档备份，存于）